# Juncus confusus
Juncus confusus är en tågväxtart som beskrevs av Frederick Vernon Coville. Juncus confusus ingår i släktet tåg, och familjen tågväxter. Inga underarter finns listade i Catalogue of Life.